# High Offley
High Offley är en ort och civil parish i Storbritannien.   Den ligger i grevskapet Staffordshire och riksdelen England, i den södra delen av landet, 210 km nordväst om huvudstaden London. High Offley ligger 132 meter över havet och antalet invånare är 880.
Terrängen runt High Offley är huvudsakligen platt. High Offley ligger uppe på en höjd. Runt High Offley är det ganska tätbefolkat, med 222 invånare per kvadratkilometer. Närmaste större samhälle är Telford, 19,3 km söder om High Offley. Omgivningarna runt High Offley är en mosaik av jordbruksmark och naturlig växtlighet.